# Ulriken
Ulriken es la más alta de las 7 montañas que rodean Bergen, al oeste de Noruega.
Ulriken tiene un funicular llamado Ulriksbanen, que puede transportar personas a la cima, donde también se encuentra una torre de transmisiones televisivas, un restaurante y telescopios de uso gratuito.
A través de Ulriken pasa un túnel ferroviario de 7.660 m de longitud, que une Bergen con Arna. Dicho túnel fue construido de 1959 a 1964.

## Funicular
Permanece activo desde mediados de la primavera boreal, hasta mediados del otoño. En 2009, su costo es de 80 coronas noruegas, las cuales pueden ser pagadas únicamente por medio de tarjeta de crédito. El viaje a la cima dura unos 5 minutos, y en un día con buen clima se puede apreciar toda la ciudad de Bergen durante el recorrido.